# Titus Dunka
Titus Al. Dunka (Iași, 1845-Pitești, 1903) fue un militar e ingeniero rumano.

## Biografía
Nacido el 6 de enero de 1845 en Iași, inició sus estudios en su país natal y luego los siguió en Nápoles sin terminarlos. Comenzó su carrera como estudiante de ingeniería en el ejército moldavo (1861-1862) y viajó luego a Italia, donde sirvió en la legión húngara que luchó contra el ejército del rey Borbón Francisco. En 1863 y 1864 participó en la guerra ruso-polaca y luego trabajó como ingeniero en la construcción del canal de Suez.
Tras regresar a Rumanía, partió hacia Italia en 1866 y se reincorporó a la legión húngara, luchando bajo las órdenes de Garibaldi en la campaña de Trento. En el verano de 1866 regresó a Rumanía para unirse al cuerpo de 10 000 voluntarios formado bajo el mando del general Magheru y se le encomendó el reclutamiento de voluntarios de Moldavia. En 1870, cuando estalló la guerra franco-prusiana, Dunka sirvió en la legión extranjera del ejército francés y resultó herido. Fue afín a ideas socialistas.
De regreso a Rumanía en 1872, retomó su profesión de ingeniero hasta 1877, cuando estalló la guerra ruso-turca. Obtuvo el grado de capitán y participó en el sitio de Pleven. En 1881, Dunka viajó a África y reanudó su servicio en el ejército francés, realizando campañas en Túnez, el sur de Marruecos y Sudán. Posteriormente volvió a retomar su profesión de ingeniero. Falleció el 14 de octubre de 1903 en Pitești.